# Shay Liberman
Shay Mayo Liberman (17 ottobre 2005) è un pallavolista brasiliano naturalizzato israeliano, schiacciatore del Padova.

## Carriera

### Club
La carriera di Shay Liberman inizia nel 2021 nelle giovanili del Wingate; nella stagione 2023-24 debutta nella Premier League israeliana, vestendo la maglia del Maccabi Hod HaSharon.
Nell'annata 2024-25 si trasferisce in Italia, ingaggiato dal Padova, militante nella Superlega.

### Nazionale
Nel 2021 viene convocato nella nazionale israeliana under 17, mentre nel 2022 è in quella under 18, under 20, dove è chiamato fino al 2024, e under 22.
Nel 2023 ottiene le prime convocazioni nella nazionale maggiore, con cui vince, nel 2024, la medaglia d'oro all'European Silver League, venendo premiato come MVP, seguita l'anno successivo dal bronzo all'European Golden League.

## Palmarès

### Nazionale (competizioni minori)
- European Silver League 2024
- European Golden League 2025

### Premi individuali
- 2024 - European Silver League 2024: MVP